# Amira Elghawaby
Amira Elghawaby (en arabe : أميرة الغوابي), est une journaliste canadienne, professionnelle de la communication et défenseure des droits des musulmans. En janvier 2023, elle devient la première personne à être nommée « représentante spéciale du Canada chargée de la lutte contre l'islamophobie ». Ainsi, depuis le début de son mandat, elle dépense, en moyenne, 4000$/mois pour assister à des conférences à travers le monde. Ce qui est plus que le représentant du Canada à l'ONU. Le tout, payé par les contribuables canadiens.  

## Biographie
Amira Elghawaby est née en Égypte. À peine âgée de deux mois, elle émigre au Canada avec sa mère, Mona, pour y rejoindre son père, Yehia, qui y travaille comme ingénieur depuis deux ans. Elle débute sa scolarité à Orléans, dans la banlieue d'Ottawa, avant de déménager en 1988 à Bandung, en Indonésie, où son père officie comme conseiller technique en chef d'un programme de l'Organisation de l'aviation civile internationale. Elle y reste jusqu'en 1992 et effectue donc une partie de ses études secondaires à la Bandung Independent School avant de les terminer au Canada. 
De 1996 à 2001, elle étudie à l'université Carleton dont elle sort diplômée avec un baccalauréat spécialisé en journalisme et droit,.
Elghawaby vit à Ottawa, au Canada. Elle est mariée et mère de trois enfants. Elle est de confession musulmane.

## Carrière
Au cours de sa carrière journalistique, elle est amenée à produire des articles et des commentaires pour CBC Radio, l'Ottawa Citizen, le Toronto Star, la Literary Review of Canada et le Globe and Mail,.
En 2012, elle intègre le Conseil national des musulmans canadiens (CNMC) où elle officie d'abord comme « coordinatrice responsable des affaires liées aux droits de l'homme et libertés civiles de communautés issues de la diversité », puis comme « directrice des communications » de 2012 à l'automne 2017,. D'avril 2017 à août 2021, elle siège au conseil d'administration du Réseau canadien anti-haine, duquel elle est une membre fondatrice. D'octobre 2017 à août 2021, elle gravite autour des instances dirigeantes du Congrès du travail du Canada (CTC), où elle notamment affectée à la communication numérique et aux droits de l'homme,. En 2020, elle est nommée conseillère politique du président du CTC, Hassan Yussuff.  En août 2021, elle intègre la Fondation canadienne des relations raciales (FCRR) où elle officie d'abord comme « directrice des programmes et de la sensibilisation », puis comme « directrice des communications stratégiques et des campagnes » à partir de janvier 2022,. 
En septembre 2022, elle intègre le Groupe consultatif sur la transparence de la sécurité nationale (GCT-SN), un organisme chargé de conseiller le vice-premier ministre de la Sécurité publique et d'autres responsables gouvernementaux. 
Le 26 janvier 2023, le Premier ministre Justin Trudeau nomme Elghawaby première représentante spéciale du Canada dans la lutte contre l'islamophobie pour un mandat de quatre ans. Son bureau dispose d'un budget de 5,6 millions de dollars pour couvrir les cinq premières années d'activités. Le Conseil national des musulmans canadiens (CNMC) a qualifié sa nomination de « moment historique pour les musulmans du Canada ». Cette nomination provoque cependant une controverse en raison du passé journalistique de Mme Elghawaby qui avait publié en 2019, via le Ottawa Citizen, un article où elle déclarait « racistes » les Québécois en général ainsi que d’autres publications, particulièrement un gazouillis (Note : gazouillis est une francisation canadienne du terme anglophone tweet) de mai 2021, lorsqu'elle avait écrit « Je vais vomir » sur Twitter en réaction à une lettre d’opinion du professeur de philosophie de l’université de Toronto Joseph Heath, qui faisait remarquer que les Canadiens français avaient été le plus grand groupe au pays à avoir subi le colonialisme britannique. Plusieurs groupes réclament sa démission ou son renvoi, notamment le Mouvement laïque québécois, ainsi qu'un groupe de plus de 200 signataires, comprenant Nadia El-Mabrouk, présidente du Rassemblement pour la laïcité, et la militante Ensaf Haïdar, femme de Raïf Badawi qui déclarèrent « refuser d'être associées à une communauté musulmane représentée par des personnes qui adhèrent à une vision intégriste de l'Islam. »